# Herb gminy Sulęczyno
Herb gminy Sulęczyno – symbol gminy Sulęczyno

## Wygląd i symbolika
Herb przedstawia na tarczy podzielonej w pas na dwie części: żółtą i niebieską głowę czarnego gryfa zwróconą w prawo. W dolnej części górnego pola umieszczono zielone fale. Wszystkie elementy herbu nawiązują do różnorodności i bogactwa terenu. Gryf symbolizuje związki gminy z Kaszubami i Pomorzem, żółty nawiązuje do słońca, zielony do lasów i wzgórz, a niebieski – liczne jeziora i rzeki